# Santa Maria del Piano
Santa Maria del Piano è una frazione del comune di Lesignano de' Bagni, in provincia di Parma.
La località dista 1,88 km dal capoluogo.

## Geografia fisica
La località sorge in posizione pianeggiante a nord di Lesignano de' Bagni, sulla sponda destra del torrente Parma.

## Origini del nome
Il toponimo Santa Maria del Piano deriva dalla dedicazione della chiesa alla madre di Gesù e dalla collocazione a fondovalle del borgo, per distinguerlo dall'omonimo centro abitato posto più a monte in epoca medievale.

## Storia
Le più remote tracce della presenza dell'uomo nella zona di Santa Maria del Piano, rinvenute nei pressi del torrente Parma, risalgono all'incirca al 200 000 a.C., durante il Paleolitico inferiore.
Dopo l'occupazione romana del territorio e il successivo abbandono in seguito al crollo dell'impero, tra il VII e l'VIII secolo i Longobardi iniziarono il recupero delle alture circostanti.
Il centro abitato originario sorse in epoca medievale in posizione collinare, ma a partire dall'XI secolo gli abitanti si spostarono a una quota più bassa, nella zona pianeggiante ai piedi dei rilievi, fondando il nuovo villaggio; la più antica testimonianza dell'esistenza del borgo di pianura risale al 7 novembre 1141, quando l'Ecclesia S. Marie de Plano fu menzionata in una bolla del papa Innocenzo II. Il centro abitato di S. Maria de Plano fu nominato anche 3 anni dopo, in un atto di donazione di alcune terre al monastero di San Quintino di Parma, cui apparteneva la cappella del borgo.
La zona, controllata dal castello di Lesignano, nel 1405 risultava appartenere ai Rossi; in seguito alla disastrosa guerra dei Rossi avviata agli inizi del 1482, il territorio fu requisito da Ludovico il Moro, ma, dopo la conquista del ducato di Milano da parte del re di Francia Luigi XII, fu restituito alla famiglia; tuttavia, nel 1539 Giulio Cesare fu condannato alla confisca delle sue terre parmensi dal papa Paolo III, che assegnò il feudo, unitamente alle vicine Lesignano de' Bagni, Basilicanova, Pariano e Mamiano, al nipote Sforza I Sforza di Santa Fiora.
Nel 1707 le terre furono ereditate con gli altri beni della famiglia dal duca di Onano Federico III Sforza, che dal 1673 aveva aggiunto al proprio il cognome della moglie Livia, dando origine alla famiglia Sforza Cesarini.
In seguito all'abolizione napoleonica dei diritti feudali sancita nel 1805 nell'ex ducato di Parma e Piacenza, Santa Maria del Piano divenne inizialmente frazione del comune di Parma, ma l'anno successivo fu aggregata al costituendo comune di Lesignano, rinominato nel 1837 Lesignano de' Bagni.

## Monumenti e luoghi d'interesse

### Chiesa della Purificazione di Maria Vergine

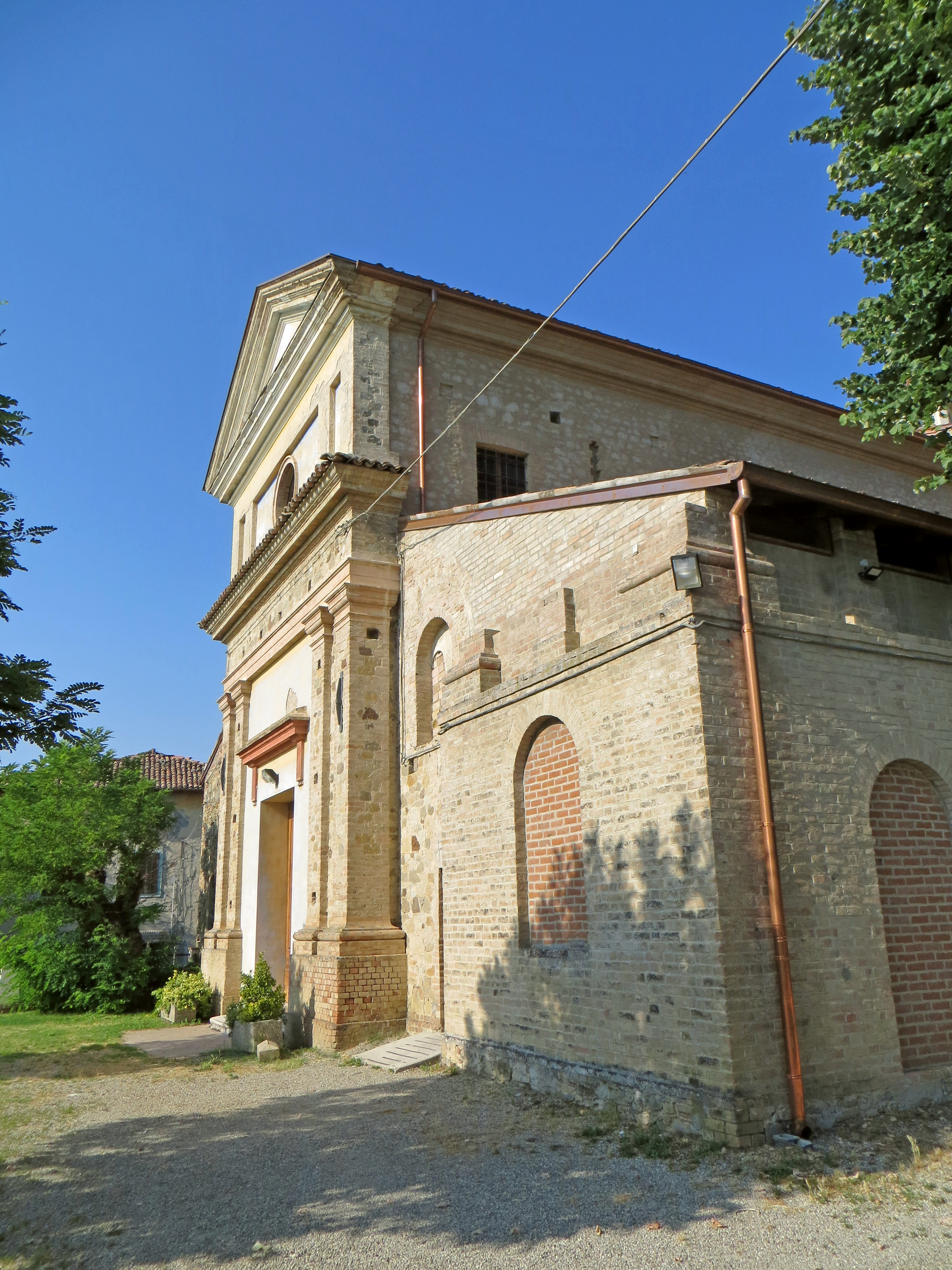
Chiesa della Purificazione di Maria Vergine

Menzionata per la prima volta nel 1141, la chiesa romanica fu quasi completamente demolita nel 1887 e riedificata in stile neoclassico; ampliata nel 1893 con la costruzione delle navate laterali, fu restaurata nel 1966; il luogo di culto conserva il campanile medievale, in parte inglobato nel tiburio sulla cupola; gli interni sono decorati con affreschi eseguiti nel 1894 da Agostino Tagliaferri.

### Villa Lanfranchi

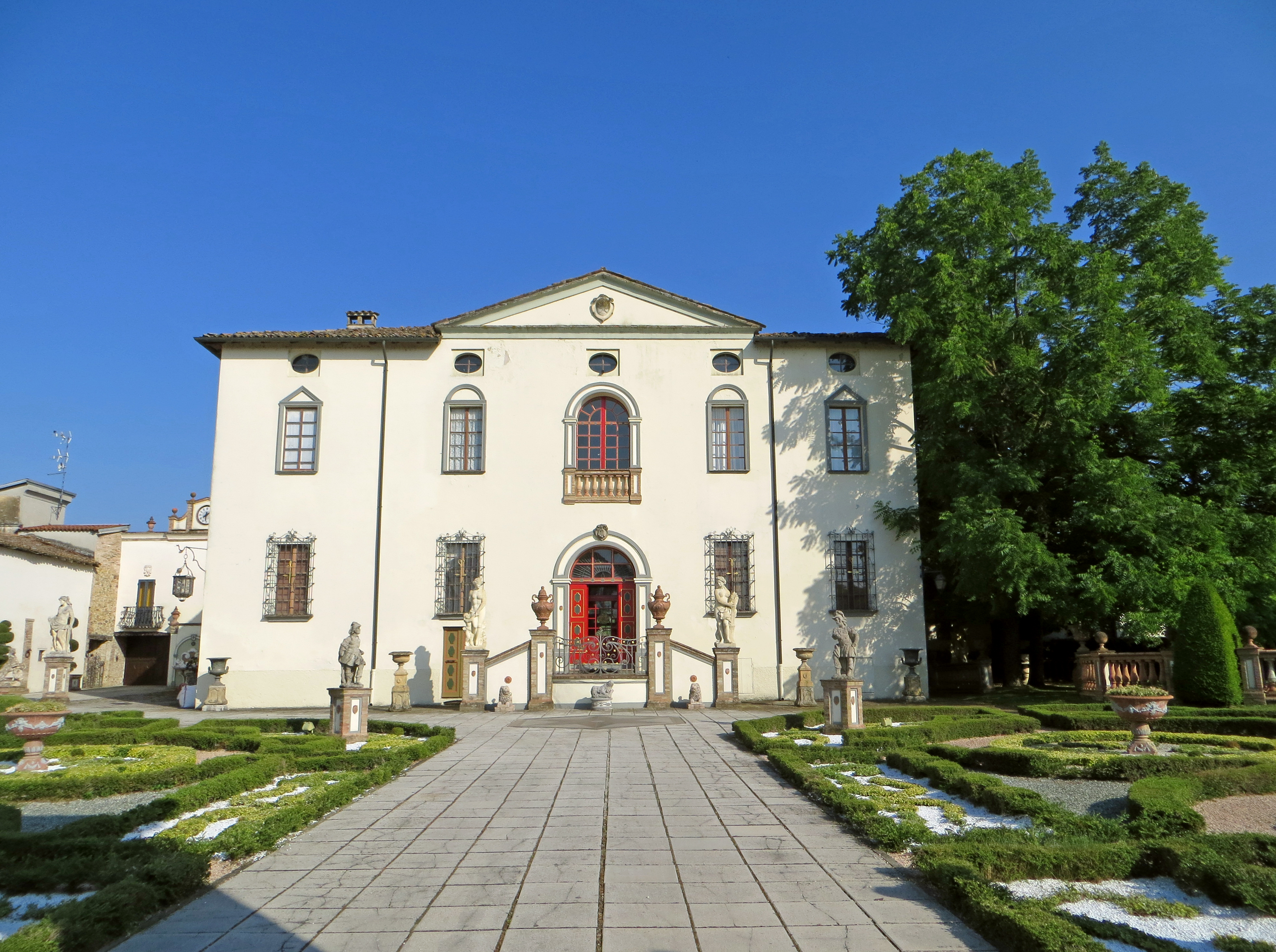
Villa Lanfranchi

Costruita nella seconda metà del XVI secolo probabilmente per volere dei conti Sforza di Santa Fiora, la villa rinascimentale fu alienata successivamente ai nobili Fusari, indi alla famiglia Del Monte e in seguito ai nobili Balestra, attraverso i quali nella seconda metà del XX secolo pervenne, con vari passaggi ereditari, al regista Mario Lanfranchi; ristrutturata completamente, fu dotata tra il 1996 e il 1997 del giardino all'italiana anteriore; dopo la morte del regista, fu trasformata in casa museo. L'edificio, sviluppato su una pianta quadrata, si eleva su due livelli principali fuori terra, oltre al sottetetto; la simmetrica facciata è coronata nel mezzo da un frontone triangolare; sul retro si eleva una torre, che conserva numerose feritoie a testimonianza dell'originaria funzione difensiva della struttura. All'interno le sale, arredate con mobili antichi, espongono numerosi oggetti legati alla vita e alla carriera artistica del regista; uno degli ambienti è ornato sulla volta con un affresco ottocentesco realizzato da Giovan Battista Borghesi. A fianco del parco, ricco di statue seicentesche e settecentesche, sorge l'oratorio di Santa Maria Maddalena, edificato tra il 1669 e il 1670 per volere di Giovanni Fusari.